# Guillem Vives
Pour les articles homonymes, voir Vivès (homonymie).
Guillem Vives Torrent, né le 16 juin 1993 à Barcelone, est un joueur espagnol de basket-ball. Avec l'Espagne, il remporte le Championnat d'Europe en 2015.

## Biographie
Vives est élu meilleur jeune de la saison 2013-2014 de la Liga ACB. Il réalise des moyennes de 8,3 points, 4,2 passes décisives et 3,4 rebonds pour 28 minutes de temps de jeu.
En juillet 2021, Vives retourne à la Joventut Badalone avec laquelle il signe un contrat de deux saisons avec une saison additionnelle en option.

## Palmarès

### En sélection nationale
- Médaille d'or au Championnat d'Europe 2015.

### En club
- Vainqueur de l'EuroCoupe 2018-2019
- Champion d'Espagne 2017